# アフガニスタン国陸軍
アフガニスタン国陸軍は、アフガニスタンが保有するアフガニスタン軍の陸軍部隊。 陸軍のルーツは、ホタキー朝がカンダハールに設立され、その後アフマドシャードゥラーニが権力を握った18世紀初頭にさかのぼる。1880年にエミールアブドゥッラフマーンカーンの治世中に再編成された。アフガニスタンは第一次世界大戦と第二次世界大戦の間中立のままだった。1960年代から1990年代初頭にかけて、アフガニスタン軍はソビエト連邦によって装備された。

## 装備

### 小火器
- ベレッタM9
- マカロフPM
- トカレフTT-33
- スチェッキン・マシンピストル
- PM-63 RAK
- M16
- Kbs wz. 1996 ベリル
- コルト・カナダ
- AK-47
- M4カービン
- AKM
- AK-74
- 56式自動歩槍
- ツァスタバ M70
- モシン・ナガン
- M249軽機関銃
- RPK
- SG-43
- M240
- FN MAG
- PK機関銃
- RPD軽機関銃
- ブローニング
- M134
- DShK38重機関銃
- KPV重機関銃
- GP-25
- AGS-17
- M203
- RPG-7
- RPG-16
- RPG-18
- SPG-9
- B-10無反動砲
- 9M111
- ９K 32
- RPOロケットランチャー

#### 狙撃銃
- ドラグノフ狙撃銃
- PSL狙撃銃
- M24

### 重火器
- ZPU-4

### 装甲車両
- T-34
- T-54
- T-55
- BMP-1
- BMP-2
- 59式戦車
- ハンヴィー
- M1117装甲警備車
- マックスプロ
- BRDM-2
- BRDM-1
- PT-76
- BTR-60
- BTR-70

## ギャラリー

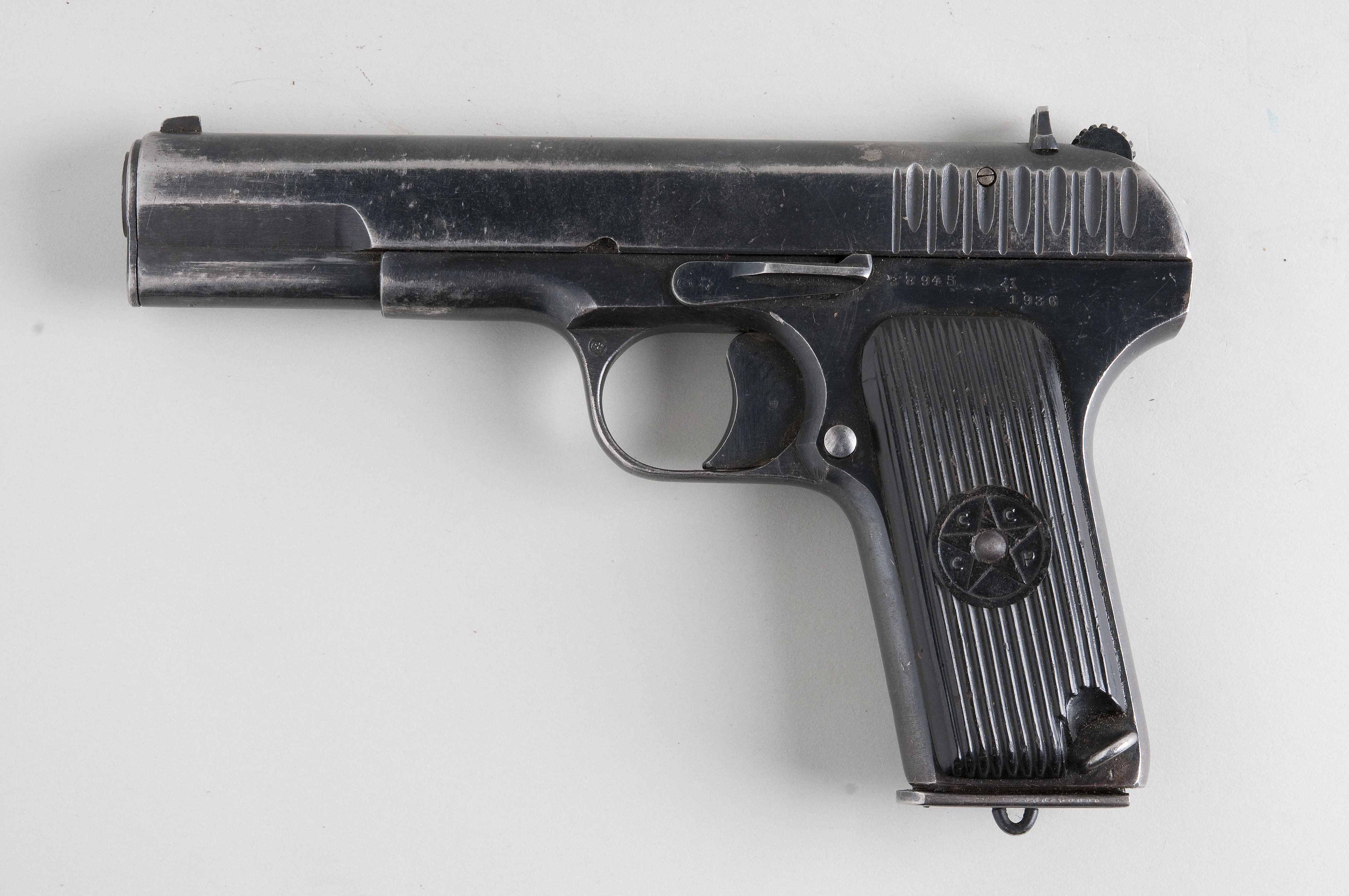
トカレフTT-33
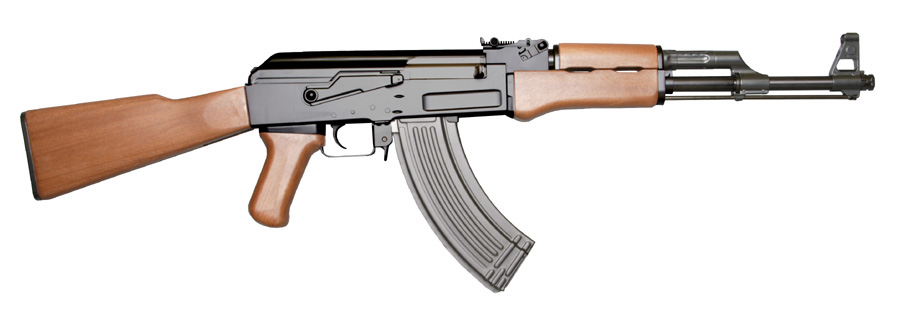
AK-47
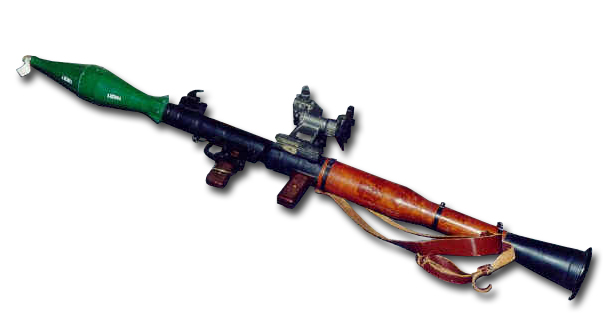
RPG-7
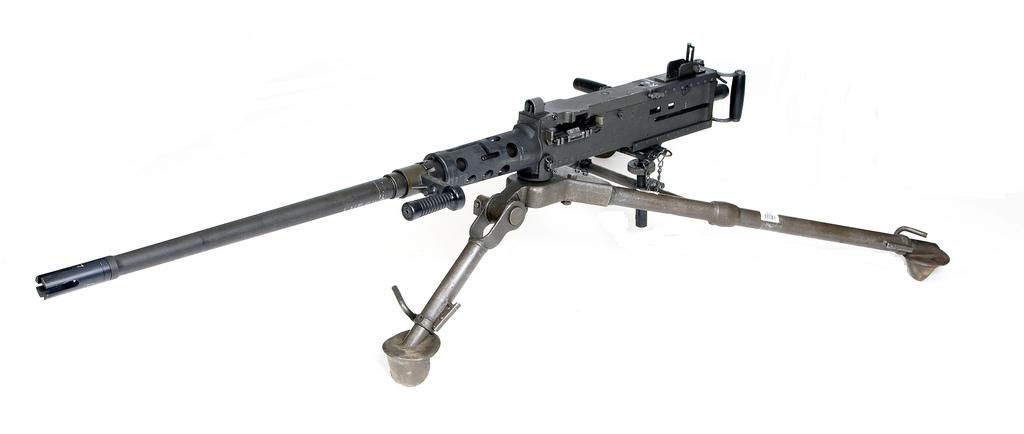
ブローニングM2重機関銃
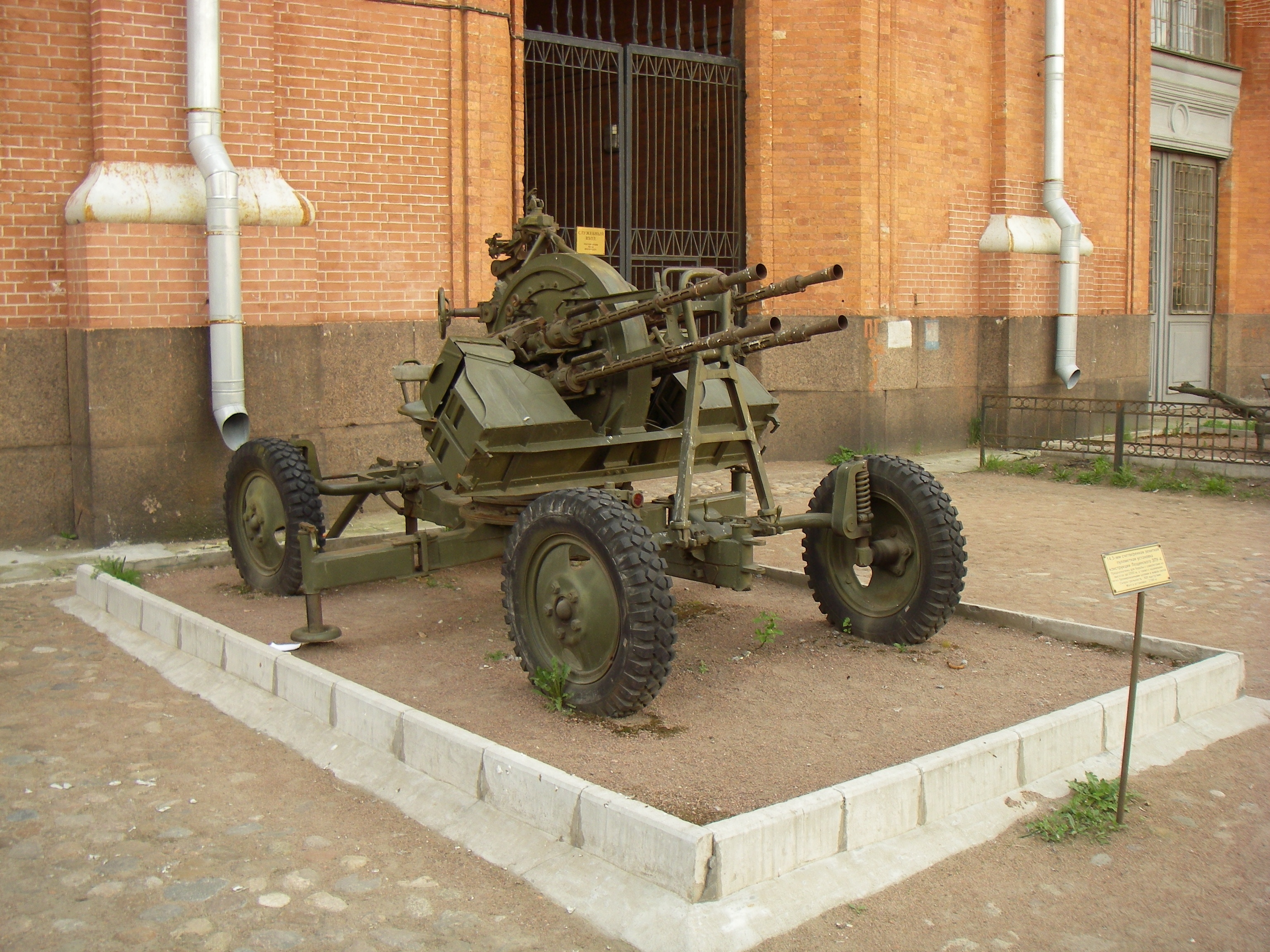
ZPU-4
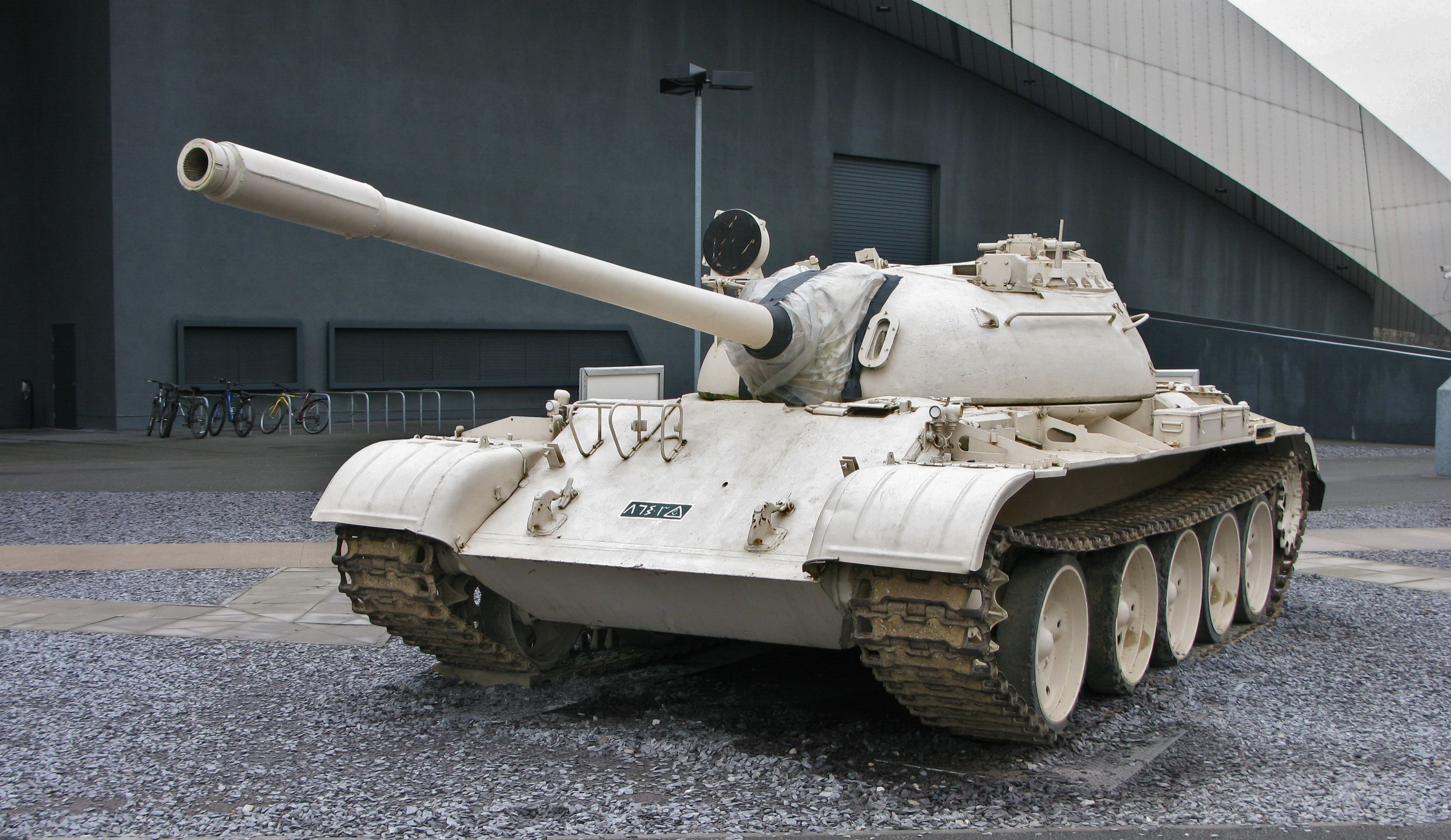
T-55
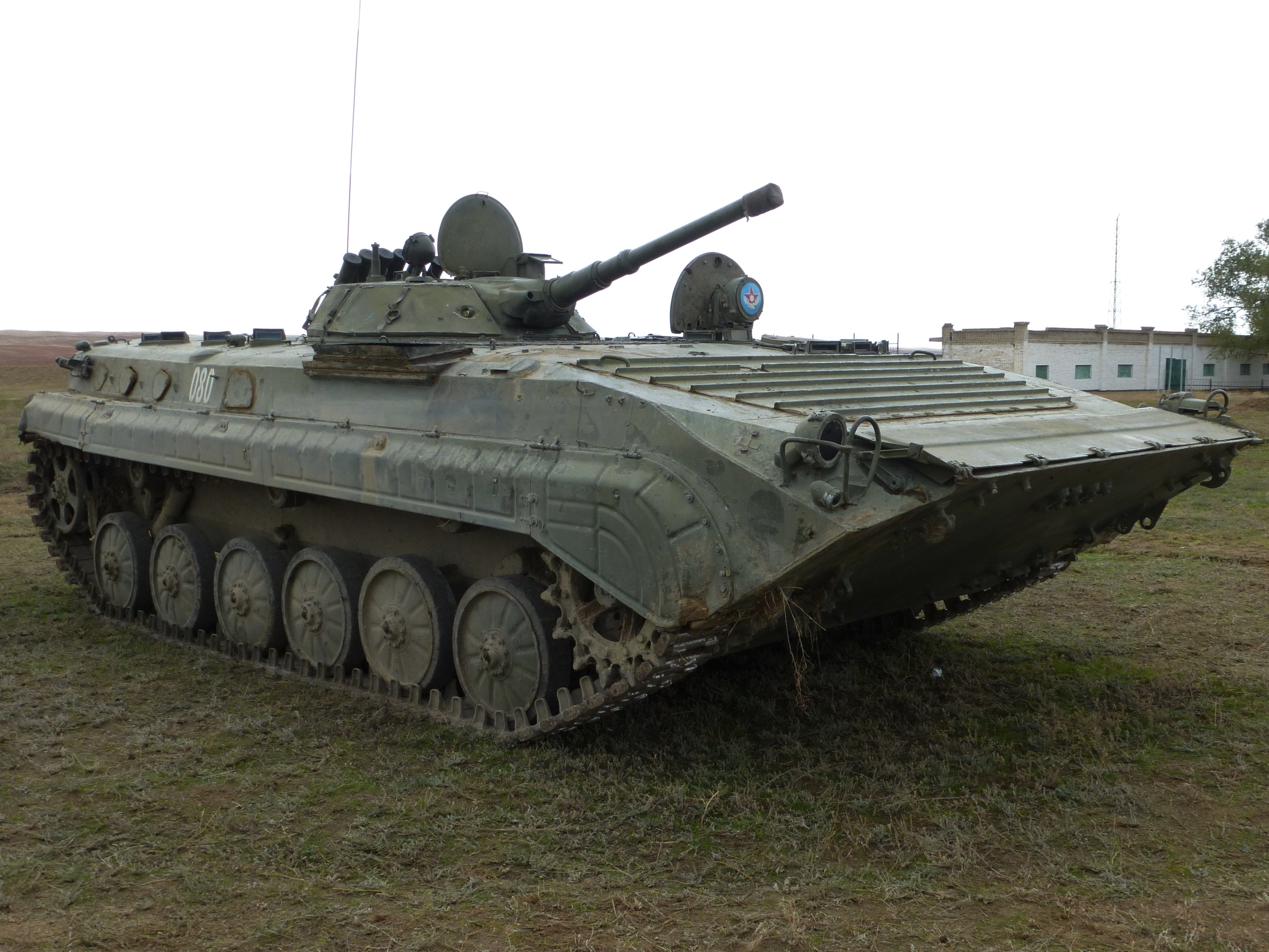
BMP-1
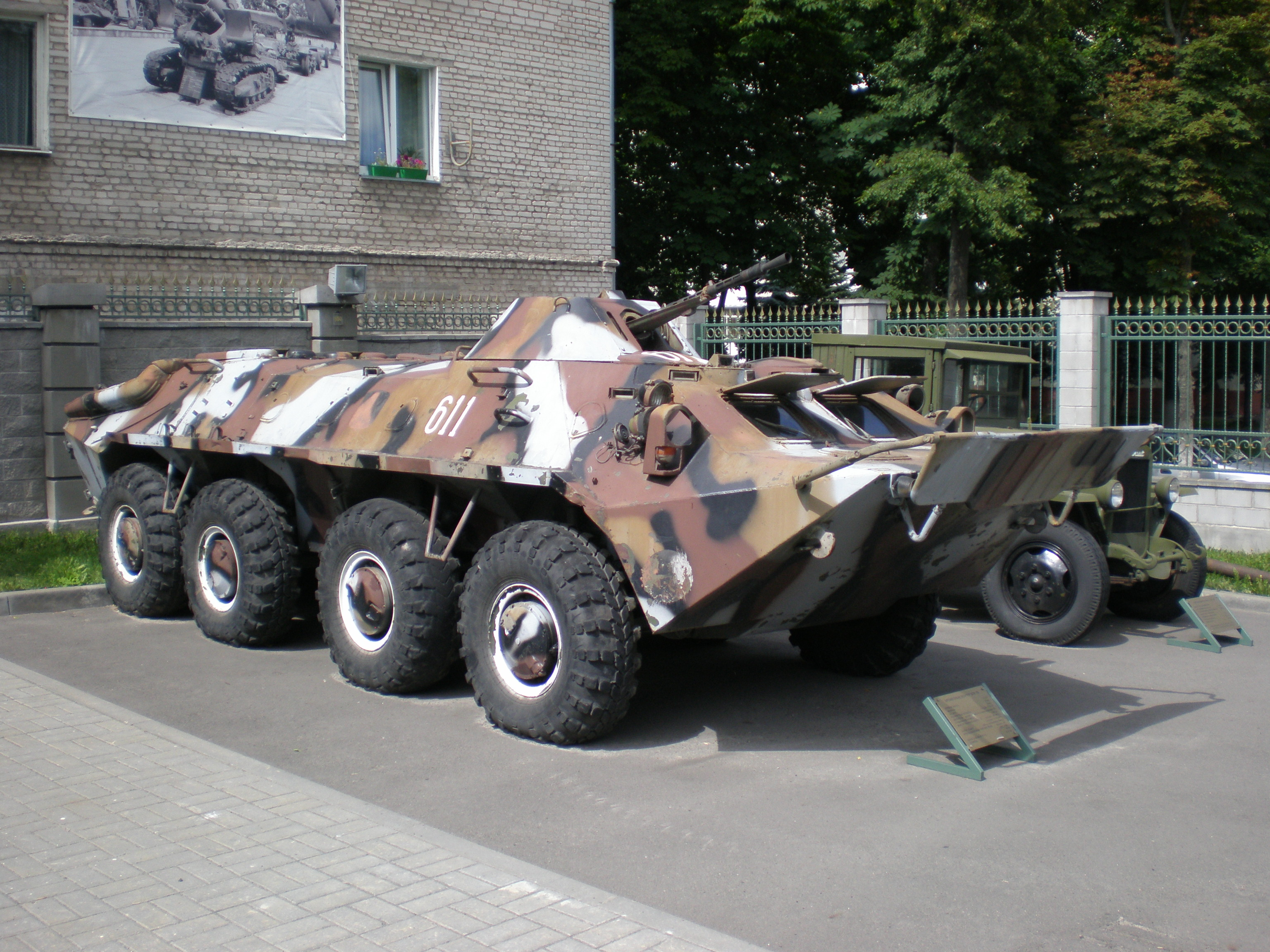
BTR-70
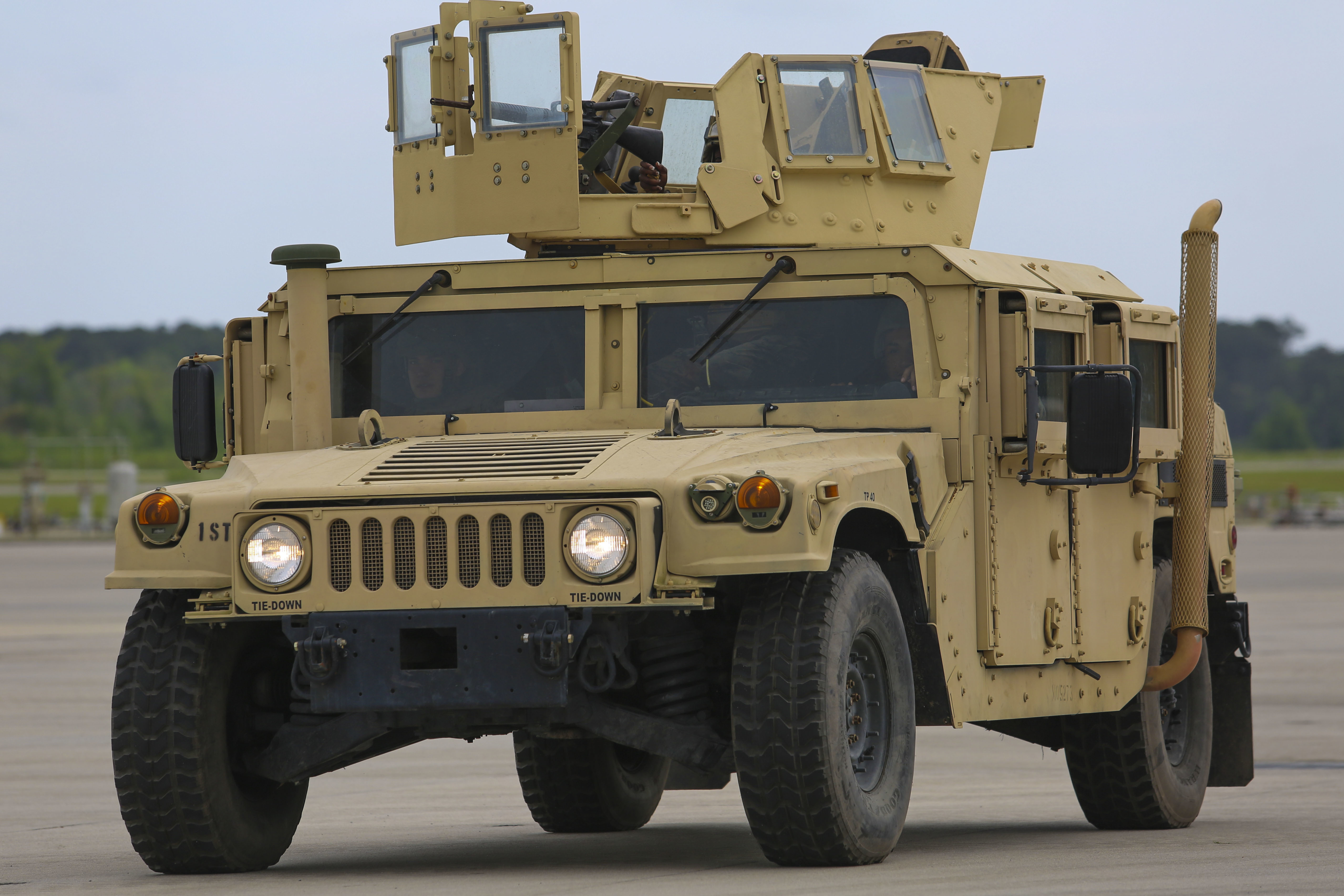
ハンヴィー